# Nelson Janßen

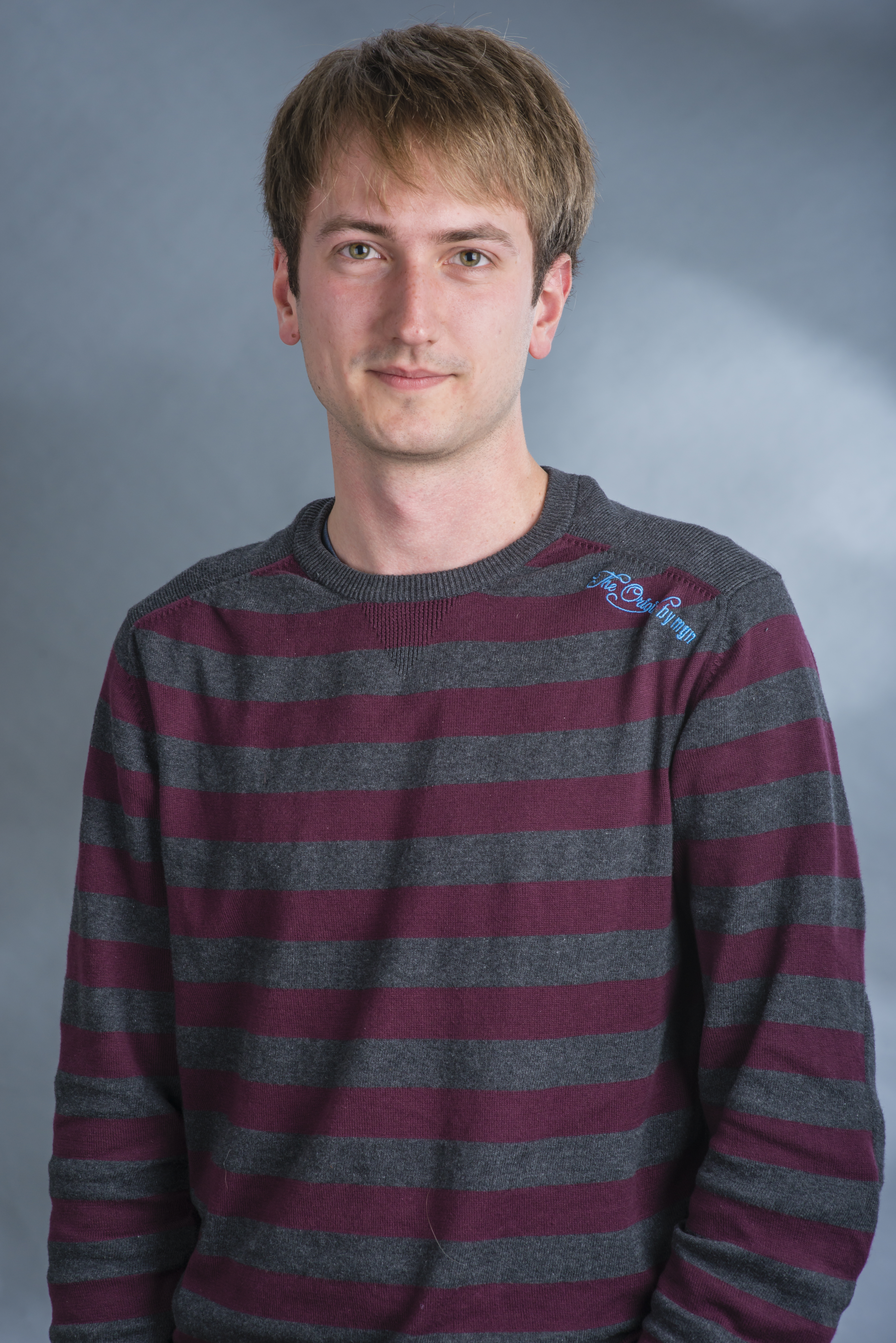
Nelson Janßen 2015

Nelson Janßen (* 26. Oktober 1990 in Wuppertal) ist ein deutscher Politiker (Die Linke), seit 2015 Abgeordneter in der Bremischen Bürgerschaft und seit August 2019 zusammen mit Sofia Leonidakis Fraktionsvorsitzender der Linken in der Bremischen Bürgerschaft.

## Biografie

### Ausbildung und Beruf
Janßen besuchte die Schule in Haan und studierte nach dem Abitur Politikwissenschaften an der Uni Bremen.

### Politik
Janßen trat 2009 in die Partei Die Linke ein und hatte von 2010 bis 2014 ein Ratsmandat in Haan inne. Bei der Bürgerschaftswahl in Bremen 2015 erhielt er einen Sitz für das Wahlgebiet Bremerhaven.
Bei der Bürgerschaftswahl 2019 zog Janßen erneut über die Wahlbereichsliste Bremerhaven in die Bremische Bürgerschaft ein und ist seitdem stellvertretender Fraktionsvorsitzender. Außerdem ist er Sprecher für Gesundheit, Inneres, Klima und Bremerhaven.
Er ist stellvertretender Sprecher der staatlichen Deputation für Gesundheit und Verbraucherschutz. Außerdem ist er Mitglied im Wahlprüfungsgericht und im Verfassungs- und Geschäftsordnungsausschuss. Stellvertretendes Mitglied ist er im Ausschuss für Wissenschaft, Medien, Datenschutz und Informationsfreiheit, im Ausschuss für Angelegenheiten der Häfen im Lande Bremen, im Richterwahlausschuss sowie im Ausschuss zur Begleitung und parlamentarischen Kontrolle der Umsetzung der Empfehlungen der Enquetekommission "Klimaschutzstrategie für das Land Bremen."
Vor seiner politischen Karriere in der Linken war er Mitglied des AStA-Vorstandes der Uni Bremen und des Jugendverbands Linksjugend ['solid].